# Pitsirivier
De Pitsirivier (Zweeds: Pitsijoki) is een rivier die stroomt in de Zweedse gemeente Kiruna. De rivier ontstaat als afwateringsrivier van het Pitsijärvi. De rivier stroomt zuidwaarts en loopt samen met de Härkärivier door het moeras Pitsivuoma. De rivieren komen samen om uiteindelijk uit te monden in de Saankirivier. De Pitsirivier is 23 kilometer.
Afwatering: Pitsirivier → Saankirivier → Lainiorivier → Torne → Botnische Golf